# 夏子開
夏子開（1509年—？），字本初，號松潭，武城中衛軍籍，直隸無錫縣人，明朝政治人物。

## 生平
翰林院生员，嘉靖十九年（1540年）庚子科順天府鄉試第五十一名舉人。嘉靖二十年（1541年），聯捷辛丑科會試第九十五名，第二甲第五十名進士。授兵部主事，嘉靖三十五年（1556年）任鄖陽府知府。

## 家族
曾祖夏靈壽；祖父夏必繁；父夏銘，曾任錦衣衛百戶。母陶氏。慈侍下。兄廷璋、廷玉。弟廷璧。